# Фріц Меснер
Фріц Меснер (нім. Fritz Messner, 18 січня 1912 — 7 листопада 1945) — німецький хокеїст на траві.
Срібний призер Олімпійських Ігор 1936 року.